# Bombes sur Monte-Carlo
Pour plus de détails, voir Fiche technique et Distribution.
Bombes sur Monte-Carlo (titre original : Bomben auf Monte Carlo) est un film allemand réalisé par Hanns Schwarz, sorti en 1931.

## Synopsis
Le capitaine Craddock mène en mer Méditerranée le croiseur Persimon, sous pavillon du royaume de Pontenero. Lui et son équipage ne sont plus payés depuis longtemps, car l'état est en faillite. C'est pourquoi il refuse de prendre à bord la reine Yola pour une croisière.
Il va à Monte-Carlo afin de demander des comptes au consul local de Pontenero. Mais la reine Yola s'est glissée discrètement dans le bateau et vend son collier de perles pour donner une somme de 100 000 francs au capitaine Craddock.
Se faisant passer pour une demi-mondaine, Yola fait jouer le capitaine au casino pour récupérer l'argent, mais il perd tout. Il rend le casino responsable et menace de faire tirer son navire si on ne lui rend pas son argent.
Yola suit en tapinois le capitaine Cradock en colère qui prépare l'attaque pour le lendemain. C'est la panique dans la principauté, c'est la fuite générale, un vétritable exode de riches oisifs en automobiles de luxe. Yola monte à bord comme la reine et défend de bombarder. Alors qu'elle lui propose d'être son ministre de la Marine, le capitaine Craddock refuse, mais il est arrêté pour insubordination par le premier officier. Craddock saute par-dessus bord et rejoint un navire de passagers, destination Honolulu. Yola donne ordre au croiseur de le poursuivre. La situation non résolue, le film se termine sur des chants de marins.

## Fiche technique
- Titre : Bombes sur Monte-Carlo
- Titre original : Bomben auf Monte Carlo
- Réalisation : Hanns Schwarz
- Scénario : Hans Müller-Einigen, Franz Schulz
- Musique : Werner Richard Heymann
- Direction artistique : Erich Kettelhut
- Costumes : René Hubert
- Photographie : Konstantin Irmen-Tschet, Günther Rittau
- Son : Hermann Fritzsching, Walter Tjaden
- Montage : Willy Zeyn
- Producteur : Erich Pommer
- Société de production : UFA
- Société de distribution : UFA
- Pays de production : Allemagne  République de Weimar
- Langue : allemand
- Format : Noir et blanc - 1,20:1 - 35 mm
- Genre : Comédie
- Durée : 111 minutes
- Dates de sortie :
  - Allemagne  République de Weimar : 31 août 1931.
  - Hongrie : 29 octobre 1931.
  - Suède : 2 novembre 1931.
  - France : 16 août 1935[1].

## Distribution
- Hans Albers : Le capitaine Craddock
- Anna Sten : La reine Yola de Pontenero
- Heinz Rühmann : Peter, le premier officier
- Rachel Devirys : Diana
- Peter Lorre : Pawlitschek
- Karl Etlinger : Le consul de Pontenero
- Kurt Gerron : Le directeur du casion
- Ida Wüst : Isabell, la dame de cour
- Otto Wallburg : Le ministre-président
- Charles Kullmann : Le chanteur de rue
- Bruno Ziener : Le bijoutier

## Production
Bombes sur Monte-Carlo est une adaptation d'un roman de Friedrich Reck-Malleczewen.
Il fait aussi l'objet d'une version en français (Le Capitaine Craddock) et en anglais (Monte Carlo Madness).
Le roman sera à nouveau adapté en 1960 : Une nuit à Monte-Carlo ou Ça peut toujours servir, film allemand réalisé par Georg Jacoby (même titre original).

## Autour du film
Le navire qui est montré à l'écran est une véritable antiquité, même pour l'époque (1931) , un pré-dreadnought à trois hautes cheminées et machines alternatives à pistons, déjà considéré come totalement dépassé avant la Grande Guerre. Après la confiscation de la flotte allemande et son sabordage à Scapa Flow après la 1° guerre mondiale, l'Allemagne de la République de Weimar de par le traité de Versailles, n'avait été autorisée à conserver en guise de marine de guerre  que six de ces pièces de musée navales ayant réchappé à la bataille du Jutland, pour la défense côtière.
La reine Yola, qui tient à être dans le ton à Monte-Carlo et veut à tout prix avoir l'air d'une femme facile pour séduire le Capitaine Cradock se documente en lisant une pièce de théâtre française, vaguement scandaleuse : L'école des cocottes (qui connut plusieurs adaptations cinématographiques). On la voit se rajouter du maquillage à chaque fois qu'elle tourne une page de l'ouvrage.
Film musical, Bombes sur Monte-carlo est rythmé par une chanson à succès des Comédiens - Harmonistes Das Ist Die Liebe des matrosen (ainsi vont les amours des matelots) qui fut adaptée en français avec un égal succès par le chanteur Jean Murat sous le titre Les gars de la Marine et qui est également connue en anglais sous le titre TheWay with every sailor.

## Source de traduction
- (de) Cet article est partiellement ou en totalité issu de l’article de Wikipédia en allemand intitulé « Bomben auf Monte Carlo » (voir la liste des auteurs).